# Pomeni imen asteroidov: 36001–37000
Pregled pomenov imen asteroidov (malih planetov) od številke 36001 do 37000, ki jim je Središče za male planete dodelilo številko in so pozneje dobili tudi uradno ime  v skladu z dogovorjenim načinom imenovanja. Pregled je preverjen z Schmadelovim “Slovarjem imen malih planetov” (“Dictionary of Minor Planet Names”). 
Pregled pojasnjuje izvor oziroma pomen imen asteroidov, ki ga je priznala Mednarodna astronomska zveza (IAU). Nekateri asteroidi imajo imajo dodatno pojasnilo o izvoru imena, ki pa vedno ni popolnoma zanesljivo (oznaka “†” ali “‡“). 
| Ime                 | Začasna oznaka | Izvor imena |
| 36001–36100         | 36001–36100    | 36001–36100 |
| ------------------- | -------------- | --- |
| 36033 Viseggi       | 1999 OC1       | gora Viseggi, na njenem vrhu je astronomski observatorij di Monte Viseggi (La Spezia Astronomical Observatory), kjer so odkrili ta asteroid †                                                    |
| 36036 Bonucci       | 1999 PQ1       | Arturo Bonucci, italijanski čelist in ljubiteljski astrofotograf † |
| 36037 Linenschmidt  | 1999 PQ3       | Robb Linenschmidt, ameriški inženir vesoljskih poletov in prijatelj odkriteljev † |
| 36060 Babuška       | 1999 RM43      | Ivo Babuška, češko-ameriški matematik, ustanovitelj revije Uporaba matematike (Applications of Mathematics), častni član Češke učene družbe †                                                    |
| 36061 Haldane       | 1999 RJ44      | J. B. S. Haldane (1892 – 1964), britanski biolog in filozof znanosti † |
| 36101–36200         |                | |
| 36182 Montigiani    | 1999 TY12      | Montigiani Roberto, italijanski ljubiteljski astronom in prijatelj odkritelja † |
| 36201–36300         |                | |
| 36226 Mackerras     | 1999 UQ4       | Charles Mackerras (rojen 1925), avstralsko-ameriški dirigent orkestra † |
| 36235 Sergebaudo    | 1999 VJ        | Serge Baudo (rojen 1927), francoski dirigent orkestra † |
| 36301–36400         |                | |
| 36401–36500         |                | |
| 36445 Smalley       | 2000 QU        | Kyle Smalley, ameriški ljubiteljski astronom in član skupine na Observatoriju Powell za Program zasledovanja blizuzemeljskih teles †                                                             |
| 36446 Cinodapistoia | 2000 QV        | Cino da Pistoia (Guittoncino dei Sinibaldi ali Sighibuldi) (1270 – 1336/1337), srednjeveški toskanski pravnik in pesnik, prijatelj Dante Alighierija in Francesca Petrarka †                     |
| 36501–36600         |                | |
| 36601–36700         |                | |
| 36614 Saltis        | 2000 QU148     | Saltis, vzdevek za Saltsjöbaden, Švedska, kraj odkritja † |
| 36672 Sidi          | 2000 QR220     | Sidonie Adlersburg, avstrijski Rom, žrtev v Auschwitzu, roman Ericha Hackla (rojen 1954) Zbogom Sidonija (Abschied von Sidonie) je napisan v njegov spomin †                                     |
| 36701–36800         |                | |
| 36801–36900         |                | |
| 36800 Katarinawitt  | 2000 SF45      | Katarina Witt (rojena 1965), nemška umetnostna drsalka, olimpijska zmagovalka, štirikratna zmagovalka na Svetovnem prvenstvu v umetnostnem drsanju, v Nemčiji proglašena za "Drsalko stoletja" † |
| 36888 Škrabal       | 2000 SE163     | Emil Škrabal, češki konstrukcijski inženir in ljubiteljski astronom, član Češke družbe za medplanetarne zadeve in član Češke astronomske zveze †                                                 |
| 36901–37000         |                | |

| Predhodnik: 35001–36000 | Pomeni imen asteroidov Seznam asteroidov (36001-36250) Seznam asteroidov (36251-36500) Seznam asteroidov (36501-36750) Seznam asteroidov (36751-37000) | Naslednik: 37001–38000 |